# They Kiss Again
They Kiss Again (chinês tradicional: 惡作劇2吻, pinyin: È Zuò Jù Èr Wěn)  é uma série de televisão taiwanese, estrelada por Joe Cheng e  Ariel Lin. Baseada no mangá Itazura na Kiss de Kaoru Tada, é a sequência de It Started With a Kiss. Foi produzida pela Comic International Productions (可米國際影視事業股份有限公司) e dirigida por Chu Yu-ning (瞿友寧). Foi filmada entre 26 de março de 2007 e 19 de janeiro de 2008. 
Foi transmitida pela China Television (CTV) (中視) de 16 de dezembro de 2007 a 27 de abril de 2008, todos os domingos, às 22:00 e pela Gala Television (GTV) Variety Show/CH 28 (八大綜合台), de 22 de dezembro de 2007 a 3 de maio de 2008, todos os sábados, das 21:30 até às 23:00.

## Sinopse
It Started With a Kiss terminou com o estranho casal Zhi Shu (Joe Cheng) e Xiang Qin (Ariel Lin) se casando de uma maneira cômica e a sequência da história se dá na lua de mel dos dois. Ingênua como sempre, Xiang Qin cria diversas situações engraçadas tentanto aprender a ser uma boa esposa, enquanto estuda para ser uma enfermeira e trabalhar ao lado do seu marido gênio. O aspirante a médico Zhi Shu encontra obstáculos na escola, quando vê que possui rivais acadêmicos e na vida amorosa, que estão determinados a superá-lo.
Enquanto Zhi Shu e Xiang Qin lutam para atingir suas ambições profissionais, eles também enfrentam conflitos em seu relacionamento. Entre eles, a frieza e a dureza de Zhi Shu, que  muitas vezes fazem Xiang Qin chorar; e o ciúmes que Zhi Shu sente do colega de classe da esposa, Yang Qi Tai. 
Zhi Shu e Xiang Qin, porém, não são os únicos a terem problemas no seu relacionamento: o amigo de infância de Xiang Qin, Ah Jin, tem que lidar com os afetos indesejáveis de Christine, uma intercambista inglesa que se apaixona por ele; Chun Mei, amiga de Xiang Qin, que fica grávida de seu namorado, Ah Bu, sendo que sua mãe não gosta dele; e o irmão mais novo de Zhi Shu, Yu Shu, que começa a viver seu primeiro amor, sendo que a história do mesmo se assemelha a de Zhi Shu e Xiang Qin.

## Elenco
- Ariel Lin como Yuan Xiang Qin (袁湘琴)
- Joe Cheng como Jiang Zhi Shu (江直樹)
- Jiro Wang como Jin Yuan Feng (金元豐)
- Chang Yung Cheng como Jiang Wan Li (江萬利)
- Cyndi Chaw como Jiang Zhao Zi (阿利嫂)
- Tang Tsung Sheng como Yuan Cai (袁有才)
- Zhang Bo Han como Jiang Yu Shu (江裕樹)
- Petty Yang como Lin Chun Mei (林純美)
- Candice Liu como Liu Ya Nong (劉雅儂)
- Tiffany Hsu como Pei Zi Yu (裴子瑜)
- Jason Wang como Wang Hao Qian (王皓謙)
- Aaron Yan como Ah Bu (阿布)

## Trilha Sonora
A trilha sonora de They Kiss Again (chinês tradicional: 惡作劇2吻電視原聲) foi lançado em 28 de dezembro de 2007 pela gravadora Avex Taiwan. O álbum contém sete canções, nas quais três delas são versões instrumentais. O tema de abertura da série é "Happiness Cooperative" por Mavis Fan, enquanto o encerramento é "You" por Ariel Lin.

### Lista de faixas
| N.º | Título                                               | Compositor(es) | Artista                  | Duração |  |
| 1.  | "Happiness Cooperative" (幸福合作社)                 | 瞿友寧         | Mavis Fan                |         |  |
| 2.  | "You" (你)                                           | 藍又時         | Ariel Lin                |         |  |
| 3.  | "Loyal Flavor" (忠於原味)                            | 嚴云農         | Joe Cheng                |         |  |
| 4.  | "Be Your Superman"                                   | 王威登         | Chun Biao Yan            |         |  |
| 5.  | "The Secrets Hidden In The Smile" (藏在微笑裡的秘密) | 徐世珍         | Cyndi Chaw               |         |  |
| 6.  | "Have You Ever Let My Heart" (你曾經讓我心動)        | Hsie He-hsian  | Hsie He-hsian            |         |  |
| 7.  | "Heaven"                                             | 葛大為         | Cai Han Cen, Cai Yi Zhen |         |  |
| 8.  | "Happiness Cooperatives" (instrumental)              |                |                          |         |  |
| 9.  | "You" (instrumental)                                 |                |                          |         |  |
| 10. | "Secret Hidden in the Smile" (instrumental)          |                |                          |         |  |
| 11. | "You" (versão acústica)                              |                | Ariel Lin                |         |  |